# Ingrid de Kok
Ingrid de Kok (1951) è una scrittrice sudafricana.

## Biografia
Ingrid de Kok cresce a Stilfontein nel Transvaal occidentale. All'età di dodici anni si trasferisce con i genitori a Johannesburg e nel 1977 emigra in Canada dove vive fino al suo ritorno in Sudafrica nel 1984.
Lavora all'Università di Città del Capo, ed è professore associato in studi "Extra Mural". Ha coordinato anche convegni a livello nazionale e programmi culturali su argomenti come le tecnologie  della ricostruzione e le pari opportunità.
Ha lavorato come consulente per vari corsi e programmi di educazione per adulti (seminari di scrittura, forum culturali, e per programmi di studi esteri della Northwestern University dell'Università di Chicago). Ha sviluppato programmi per la scuola pubblica dedicati allo sviluppo di una cultura della lettura. Membro del PEN (South Africa and a Trustee of Buchu Publishing Project), è membro del comitato del Festival d'arte nazionale di Grahamstown. Fa parte del comitato del National Arts Council Literary Advisory. È presidente dell'Associazione Sudafricana di studi canadesi.
Tra il 1977 e il 2006 le sue poesie sono state pubblicate su numerose riviste letterarie sudafricane come Upstream, Sesame, Staffrider, Contrast, New Contrast, New Coin, Carapace. Alcune sue poesie sono state tradotte e pubblicate in afrikaans.

## Opere
- Familiar Ground, Ravan Press, Johannesburg, 1988.
- Transfer, Snailpress, Città del Capo, 1997.
- Terrestrial Things, Kwela/Snailpress, Città del Capo, 2002.
- Seasonal Fires: Selected and New Poems, Seven Stories Press, NYC, 2006.
- Seasonal Fires: Selected and New Poems, Umuzi, Random House, Sudafrica 2006.
- Mappe del corpo, a cura di Paola Splendore. Donzelli Poesia, Roma 2008.